# Кубок Англии по футболу
Переходящий кубок Футбольной ассоциации (англ. The Football Association Challenge Cup, сокращённо FA Cup — Кубок ФА), более известный под названием Кубок Англии — национальный кубковый турнир в английском футболе, проводящийся Футбольной ассоциацией Англии. Под названием «Кубок Англии» обычно имеется в виду мужской взрослый турнир, хотя существует также Женский кубок Англии и Молодёжный кубок Англии.
Кубок Англии является старейшим футбольным соревнованием в мире: первый розыгрыш Кубка состоялся в сезоне 1871/72. В розыгрыше Кубка принимает участие большое количество команд из разных дивизионов английского чемпионата, что иногда приводит к неожиданным победам команд из низших дивизионов над «больши́ми» клубами, хотя клубы из низших дивизионов редко доходили до финала турнира.
Лондонский «Арсенал» является самым титулованным клубом турнира, одержав победу в турнире 14 раз. Действующим обладателем Кубка Англии является «Кристал Пэлас», который в финальном матче 17 мая 2025 года обыграл «Манчестер Сити» со счётом 1:0.

## Формат проведения турнира
Розыгрыш Кубка Англии проводится по олимпийской системе на выбывание (плей-офф). Пары на каждый раунд определяются случайным образом, в результате жеребьёвки, которая проводится перед каждым раундом, после завершения запланированных матчей предыдущего раунда. В процессе жеребьёвки также определяются хозяева поля в предстоящих матчах.
Итог каждого раунда определяется по результатам одного матча между командами. Если матч завершился вничью, назначается переигровка, обычно на поле команды, которая провела первый матч на выезде. В случае завершения вничью и переигровки, назначается дополнительное время и послематчевые пенальти, хотя до 1990-х годов назначались дополнительные переигровки матча, пока не определится победитель. Так, в 1975 году «Фулхэм» провёл 12 матчей в шести раундах, что является рекордом по количеству матчей, которые провела команда для выхода в финал. Переигровки матчей традиционно проводились через 3 или 4 дня, но, начиная с сезона 1991/92, они назначаются минимум через 10 дней после первой встречи команд (по рекомендации полиции). В связи с этим в случае ничейных результатов в переигровках стали назначаться серии послематчевых пенальти. Начиная с сезона 2016/17 со стадии четвертьфиналов переигровки не проводятся, в случае ничьей назначается дополнительное время, в случае необходимости, послематчевые пенальти. Начиная с сезона 2018/19 переигровки также были отменены со стадии пятого раунда.
Всего в Кубке Англии 14 раундов: 6 квалификационных и 6 обычных, а также полуфиналы и финал. Турнир начинается в августе с экстрапредварительного раунда, за которым следуют предварительный и первый квалификационный раунды, в которых участвуют клубы из низших дивизионов. Клубы, выступающие в Северной и Южной конференции вступают в турнир со второго раунда квалификации, а клубы Национальной Конференции — с четвёртого раунда квалификации. 32 клуба, прошедшие четвёртый квалификационный раунд, выходят в первый раунд Кубка Англии, где к ним присоединяются 48 клубов из Первой и Второй Футбольной лиги. Последними в розыгрыш турнира входят клубы Премьер-лиги и Чемпионата Футбольной лиги — это происходит в третьем раунде, в котором участвуют 64 клуба.
Раунды квалификации проводятся по региональному принципу для снижения транспортных издержек для небольших клубов. Первый и второй раунды Кубка Англии ранее также были разделены на северную и южную секции, но от этой практики отказались после сезона 1997/98.
Каждый раунд Кубка Англии традиционно проводится в заранее определённые даты. Обычно первый раунд проходит в середине ноября, второй — в одну из первых суббот декабря. Третий раунд проводится в первый уикенд января, четвёртый — ближе к концу января, пятый — в середине февраля. Шестой раунд (четвертьфиналы) традиционно проходит в начале или середине марта, а полуфиналы — месяцем позже. Финал обычно проходит в первую субботу после завершения сезона в Премьер-лиге, что приходится на конец мая. Единственным сезоном за последнее время, когда эта традиция не соблюдалась, был сезон 1999/2000, когда в рамках эксперимента большинство раундов прошло на несколько недель раньше, чем обычно.

### Жеребьёвка
Жеребьёвка каждого раунда проводится посредством вынимания пронумерованных шариков из контейнера и вызывает огромный интерес со стороны клубов и их болельщиков, поэтому транслируется в прямом эфире по телевидению. Нередко случается, что два сильных клуба пересекаются на ранних стадиях турнира.
С 2007 года жеребьёвка стала публичным событием. Начиная с жеребьёвки первого раунда она транслируется в прямом эфире с экранов на площади Сохо в Лондоне, а шары из контейнера вынимают знаменитые футболисты.

### Команды, принимающие участие в розыгрыше Кубка
К участию в Кубке Англии допускаются все клубы Премьер-лиги и Футбольной лиги, а также клубы шести следующих дивизионов системы футбольных лиг Англии, если в предыдущем сезоне они выступали в розыгрышах Кубка Англии, Трофея ФА или Чаши ФА. Однако, недавно основанные клубы (например, «АФК Уимблдон» или «Юнайтед оф Манчестер») не смогли принять участие в Кубке Англии в своём первом сезоне. Все клубы, участвующие в турнире, также должны иметь соответствующий критериям стадион. В очень редких случаях клубы принимают решение не участвовать в турнире. «Манчестер Юнайтед» выбыл из участия в розыгрыше Кубка Англии 1999/00 из-за участия в клубном чемпионате мира 2000 года, что вызвало массу критики в то время.
Валлийские клубы, выступающие в английских лигах, могут принимать участие в Кубке Англии, хотя с момента создания Футбольной лиги Уэльса таких клубов осталось лишь шесть: «Кардифф Сити», «Суонси Сити», «Рексем», «Мертир-Тидвил», «Ньюпорт Каунти» и «Колуин-Бей». В начальные сезоны в розыгрыше Кубка Англии принимали участие также другие клубы из Уэльса, Ирландии и Шотландии. Клуб из Глазго «Куинз Парк» выступал в финалах Кубка Англии 1884 и 1885 годов.
В последние годы количество участников турнира резко возросло. В розыгрыше Кубка Англии 2004/05 приняло участие 660 клубов, что побило рекорд в 656 клубов-участников в сезоне 1921/22. В розыгрыше 2005/06 участвовало 674 команды, в 2006/07 — 687, в 2007/08 — 731, и, наконец, в сезоне 2008/09 количество клубов-участников достигло 762. Для сравнения, в другом крупном английском турнире, Кубке Футбольной лиги, участвует лишь 92 команды, представляющие Премьер-лигу и Английскую футбольную лигу.

### Матчи за третье место
Матчи за третье место Кубка Англии проводились для того, чтобы определить, кто занял 3-е и 4-е места. Они были введены в 1970 году, но не были популярны и просуществовали только 5 сезонов. В 1972 и 1973 годы матчи были сыграны в начале следующего сезона, а в 1974 году — через пять дней после финала. Матч 1972 года был первым и единственным, где судьба третьего места решалась в серии пенальти.
| Сезон   | Дата            | Победитель              | Проигравший | Счёт           | Место         | Посещаемость |
| ------- | --------------- | ----------------------- | ----------- | -------------- | ------------- | ------------ |
| 1969/70 | 10 апреля 1970  | Манчестер Юнайтед       | Уотфорд     | 2:0            | Хайбери       | 15 105       |
| 1970/71 | 7 мая 1971      | Сток Сити               | Эвертон     | 3:2            | Селхерст Парк | 5031         |
| 1971/72 | 5 августа 1972  | Бирмингем Сити          | Сток Сити   | 0:0 (4:3 пен.) | Сент-Эндрюс   | 25 841       |
| 1972/73 | 18 августа 1973 | Вулверхэмптон Уондерерс | Арсенал     | 3:1            | Хайбери       | 21 038       |
| 1973/74 | 9 мая 1974      | Бернли                  | Лестер Сити | 1:0            | Филберт Стрит | 6458         |

## Места проведения матчей
Матчи в рамках Кубка Англии обычно проводятся на домашнем стадионе одного из клубов. Команда, играющая на домашнем стадионе, определяется при жеребьёвке матчей каждого раунда. В некоторых случаях матчи могут быть перенесены на другие стадионы из-за проведения других мероприятий на стадионе клуба-участника, из соображений безопасности либо из-за невозможности для стадиона принять популярную команду. В случае ничейного результата матча проводится переигровка на домашнем стадионе команды, которая проводила первый матч на выезде. Во времена, когда были возможны многократные переигровки, вторая (и последующие) переигровки проводились на нейтральном поле. Как вариант, клубы-участники могли по желанию договориться бросить жребий для определения, кому из них играть на домашнем стадионе в переигровке.
Финал Кубка Англии традиционно проводился на лондонском «Уэмбли». До 1923 года финалы проводились на других стадионах, а с 2001 по 2006 годы, в связи с реконструкцией стадиона «Уэмбли», финалы Кубка Англии проводились на стадионе «Миллениум» в Кардиффе. С мая 2007 года финалы вновь стали проводиться на «Уэмбли». Стадионы, на которых проводились финалы Кубков Англии, включают: «Кеннингтон Овал» в 1872 и 1874—1892 годах, «Ипподром» (Дерби) в 1886 году, «Бернден Парк» в переигровке 1901 года, «Брэмолл Лейн» в 1912 году, «Кристал Пэлас» в 1895—1914 годах, «Стэмфорд Бридж» в 1920—22 годах, и «Лилли Бридж», Фулем, Лондон в 1873 году.
Полуфинальные матчи проводятся на нейтральных стадионах; обычно это стадионы команд, не участвующих в полуфиналах. С 1990 года матчи проводились на «Мейн Роуд» (разрушен) в Манчестере; «Олд Траффорд» также в Манчестере; «Хиллсборо» в Шеффилде; «Хайбери» (снесён) и «Уэмбли» в Лондоне; «Миллениум» в Кардиффе; и «Вилла Парк» в Бирмингеме. На «Вилла Парк» играли чаще всего: на нём было проведено 55 полуфиналов. Полуфинал 1991 года между «Арсеналом» и «Тоттенхэмом» стал первым полуфиналом Кубка Англии, прошедшим на «Уэмбли». В 1993, 1994 и 2000 годах оба полуфинала прошли на «Уэмбли». В 2005 году оба полуфинала состоялись на стадионе «Миллениум». Решение о проведении полуфиналов на том же стадионе, что и финал, вызывает неоднозначную оценку у болельщиков. Однако, начиная с 2008 года, все полуфиналы проводятся на «Уэмбли» (к полуфиналам 2007 года стадион был ещё не готов).

## Трофей

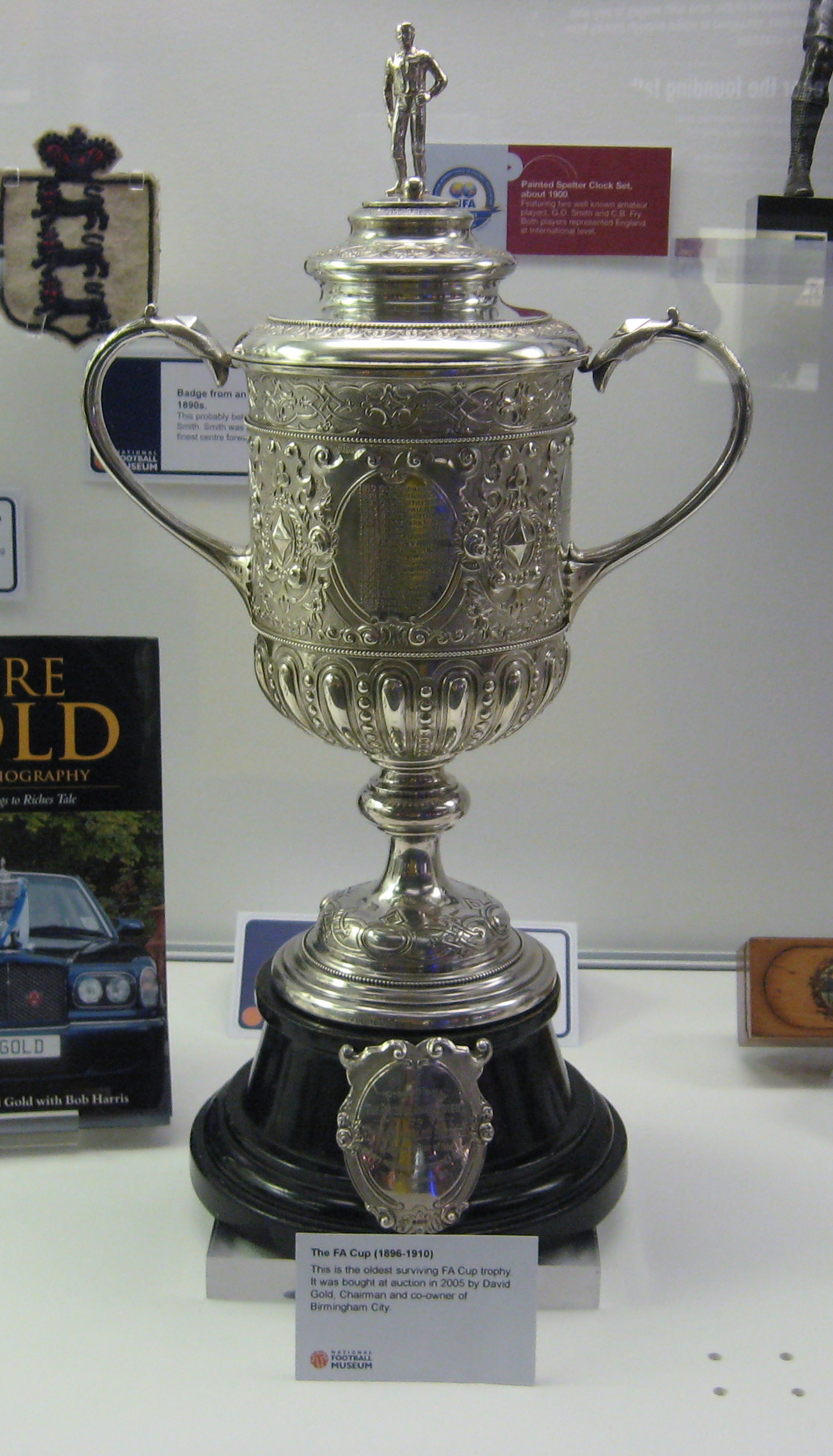
Второй трофей Кубка Англии, который вручался с 1896 по 1910 годы.

После завершения финального матча Кубка Англии команда-победитель награждается трофеем, известным как «Кубок Англии», и сохраняет за собой этот трофей до финала следующего года. Традиционно на финалах, которые проходят на стадионе «Уэмбли», вручение трофея производится в Королевской ложе. Футболисты, ведомые капитаном команды, поднимаются по ступеням стадиона к Королевской ложе, где им вручается трофей, а затем спускаются по ступеням с другой стороны ложи. В Кардиффе вручение Кубка проходило на подиуме, установленном на футбольном поле.
Кубок украшается ленточками цвета победившей команды. На этот счёт есть известная английская загадка: «Что всегда берут на финал Кубка Англии, но никогда не используют?» (Ответ: «ленточки проигравшей команды»). На самом деле, это не совсем правда, так как перед финальным матчем на Кубок вешают оба комплекта ленточек разных цветов, а ленточки проигравшей команды снимают перед церемонией награждения. Игроки обеих команд, сыгравших в финале, награждаются медалями (золотыми и серебряными). Существующий на данный момент трофей Кубка Англии является четвёртым в истории турнира. Первый, «маленький оловянный идол», использовался с момента основания Кубка в сезоне 1871/72 до 1895 года, когда его украли из обувного магазина Бирмингема (Кубок в тот момент принадлежал бирмингемскому клубу «Астон Вилла»). После этого первый трофей Кубка Англии больше никто не видел. Футбольная ассоциация наложила на «Астон Виллу» £25 штрафа, которые пошли на изготовление нового трофея. Спустя почти 60 лет после кражи, вор признался, что кубок был переплавлен для изготовления поддельных монет в полкроны.
Второй трофей был копией оригинального, и использовался до 1910 года, когда его подарили лорду Артуру Фицджеральду Киннэйрду, занимавшему пост президента Футбольной ассоциации рекордно долгое время. 19 мая 2005 года он был куплен на аукционе «Кристис» за £420 000 (£478 400 с учётом сборов аукциона и налогов) Дэвидом Голдом, председателем «Бирмингем Сити». Новый трофей большего размера был изготовлен ювелирной компанией «Fattorini and Sons» из Брэдфорда, и впервые разыгран в 1911 году. Интересно, что в этом году Кубок выиграл именно клуб из Брэдфорда, «Брэдфорд Сити» (кроме того, это единственный случай, когда клуб из Брэдфорда выходил в финал Кубка Англии). Этот трофей всё ещё существует, но он слишком хрупок, чтобы его использовать. В связи с этим британская ювелирная компания «Toye, Kenning & Spencer» изготовила его точную копию, которая используется с 1992 года по настоящее время. Одновременно с основным трофеем в 1992 году была создана «запасная» копия кубка, но до сих пор она не использовалась, и будет использована только в том случае, если основной трофей будет потерян, повреждён или уничтожен.
Хотя Кубок Англии является старейшим национальным футбольным турниром в мире, его трофей не является таковым, уступая этот титул локальному кубку Шеффилда, Кубку Юдэн (англ. Youdan Cup). Старейшим национальным трофеем является Кубок Шотландии.

## Спонсоры

Логотип турнира с 2006 по 2011 год

Логотип турнира с 2011 по 2015 год

С начала сезона 1994/95 Кубок Англии официально спонсируется. Однако для сохранения национальной идентичности известного турнира его название всегда оставалось неизменным, в отличие от Кубка Футбольной лиги, который менял название в зависимости от спонсора. Вместо этого турнир называется так: «Кубок Англии, спонсируемый …». В настоящее время формальное название турнира — The Emirates FA Cup, от названия  компании Fly Emirates, с которой был подписан спонсорский контракт в 2015 году.
- 1995—1998 Littlewoods[англ.]
- 1999—2002 AXA
- 2003—2006 Партнёры ФА: Carlsberg, McDonald’s, Nationwide, Pepsi, Umbro
- 2006—2011 E.ON
- 2011—2015 Budweiser
- 2015—н.в. Fly Emirates[9]

Поставщики мячей: Umbro (c 2006 по 2013 годы). С марта 2013 года мячи для турнира поставляет Nike.
В сезоне 2001/2002 впервые победитель, помимо Кубка, получил и денежную премию в размере около 4 млн. фунтов стерлингов при суммарном призовом фонде в 30 млн. фунтов стерлингов.

## Победители Кубка Англии
| Арсенал                 | 14 | 1929/30, 1935/36, 1949/50, 1970/71, 1978/79, 1992/93, 1997/98, 2001/02, 2002/03, 2004/05, 2013/14, 2014/15, 2016/17, 2019/20 |
| Манчестер Юнайтед       | 13 | 1908/09, 1947/48, 1962/63, 1976/77, 1982/83, 1984/85, 1989/90, 1993/94, 1995/96, 1998/99, 2003/04, 2015/16, 2023/24          |
| Ливерпуль               | 8  | 1964/65, 1973/74, 1985/86, 1988/89, 1991/92, 2000/01, 2005/06, 2021/22                                                       |
| Тоттенхэм Хотспур       | 8  | 1900/01, 1920/21, 1960/61, 1961/62, 1966/67, 1980/81, 1981/82, 1990/91                                                       |
| Челси                   | 8  | 1969/70, 1996/97, 1999/00, 2006/07, 2008/09, 2009/10, 2011/12, 2017/18                                                       |
| Астон Вилла             | 7  | 1886/87, 1894/95, 1896/97, 1904/05, 1912/13, 1919/20, 1956/57                                                                |
| Манчестер Сити          | 7  | 1903/04, 1933/34, 1955/56, 1968/69, 2010/11, 2018/19, 2022/23                                                                |
| Блэкберн Роверс         | 6  | 1883/84, 1884/85, 1885/86, 1889/90, 1890/91, 1927/28                                                                         |
| Ньюкасл Юнайтед         | 6  | 1909/10, 1923/24, 1931/32, 1950/51, 1951/52, 1954/55                                                                         |
| Уондерерс               | 5  | 1871/72, 1872/73, 1875/76, 1876/77, 1877/78                                                                                  |
| Вест Бромвич Альбион    | 5  | 1887/88, 1891/92, 1930/31, 1953/54, 1967/68                                                                                  |
| Эвертон                 | 5  | 1905/06, 1932/33, 1965/66, 1983/84, 1994/95                                                                                  |
| Шеффилд Юнайтед         | 4  | 1898/99, 1901/02, 1914/15, 1924/25                                                                                           |
| Болтон Уондерерс        | 4  | 1922/23, 1925/26, 1928/29, 1957/58                                                                                           |
| Вулверхэмптон Уондерерс | 4  | 1892/93, 1907/08, 1948/49, 1959/60                                                                                           |
| Вест Хэм Юнайтед        | 3  | 1963/64, 1974/75, 1979/80 |
| Шеффилд Уэнсдей         | 3  | 1895/96, 1906/07, 1934/35 |
| Олд Итонианс            | 2  | 1878/79, 1881/82 |
| Бери                    | 2  | 1899/1900, 1902/03 |
| Престон Норт Энд        | 2  | 1888/89, 1937/38 |
| Ноттингем Форест        | 2  | 1897/98, 1958/59 |
| Сандерленд              | 2  | 1936/37, 1972/73 |
| Портсмут                | 2  | 1938/39, 2007/08 |
| Оксфорд Юниверсити      | 1  | 1873/74 |
| Ройал Энджинирс         | 1  | 1874/75 |
| Клэпем Роверс           | 1  | 1879/80 |
| Олд Картузианс          | 1  | 1880/81 |
| Блэкберн Олимпик        | 1  | 1882/83 |
| Ноттс Каунти            | 1  | 1893/94 |
| Брэдфорд Сити           | 1  | 1910/11 |
| Барнсли                 | 1  | 1911/12 |
| Бернли                  | 1  | 1913/14 |
| Хаддерсфилд Таун        | 1  | 1921/22 |
| Кардифф Сити            | 1  | 1926/27 |
| Дерби Каунти            | 1  | 1945/46 |
| Чарльтон Атлетик        | 1  | 1946/47 |
| Блэкпул                 | 1  | 1952/53 |
| Лидс Юнайтед            | 1  | 1971/72 |
| Саутгемптон             | 1  | 1975/76 |
| Ипсвич Таун             | 1  | 1977/78 |
| Ковентри Сити           | 1  | 1986/87 |
| Уимблдон                | 1  | 1987/88 |
| Уиган Атлетик           | 1  | 2012/13 |
| Лестер Сити             | 1  | 2020/21 |
| Кристал Пэлас           | 1  | 2024/25 |